# Julián Gil
Julián Elías Gil Beltrán (Buenos Aires, Argentina, em 13 de junho de 1970) é um ator, apresentador, empresário e modelo argentino, mais conhecido por seus papéis como Pancho em Acorralada, Ulisses em Sortilegio e Bruno em La Que No Podía Amar.

## Biografia
Julian foi criado entre Venezuela e Porto Rico. É o único homem de três irmãs, no início dos anos noventa fez curso modelo, de pé sobre as pistas da América e participando das principais revistas, neste meio deu-lhe a oportunidade de estar perto da ação como se a sua profissão. ainda em 1990 fez curso de teatro, cinema e televisão em Porto Rico.
Em 2015 Julián Gil foi para Espanha, onde viveu o apostolo Santiago, do filme Santiago Apóstolo.

## Carreira

### Filmes
| Ano  | título                       | Personagem       | Notas |
| ---- | ---------------------------- | ---------------- | ----- |
| 2001 | Marina                       | John             |       |
| 2002 | Más allá del límite          | pugilista        |       |
| 2004 | La caja de problemas         | jardineiro       |       |
| 2005 | Fuego en el alma             | Millo            |       |
| 2006 | El milagro de Coromoto       | Jaime            |       |
| 2008 | Historias Delirantes         |                  |       |
| 2010 | Entre piernas                | Paco             |       |
| 2014 | Lotoman 003                  | El Boricua       |       |
| 2014 | Misterio's: Llamas de sueños | Leonardo Aguilar |       |
| 2016 | Loki 7                       | Rodrigo          |       |
| 2017 | Santiago Apóstol             | Santiago Apóstol |       |

### Telenovelas
| Ano       | Título                     | Personagem                   | Notas                 |
| --------- | -------------------------- | ---------------------------- | --------------------- |
| 2002      | Mi conciencia y yo         | Alfonso                      | Elenco secundário     |
| 2006      | Por todo lo alto           | José Manuel "El Halcón"      | Elenco secundário     |
| 2007      | Acorralada                 | Francisco "Pancholón" Suárez | Elenco secundário     |
| 2007      | Isla Paraíso               | Armando                      | Protagonista          |
| 2007      | Mi adorada Malena          | Cristobal Carvajal y Mateo   | Protagonista          |
| 2008      | Amor comprado              | Esteban Rondero              | Antagonista           |
| 2008      | Valeria                    | Daniel Ferrari               | Antagonista           |
| 2008      | Los Barriga                | Francesco Cezanne            | Protagonista          |
| 2009      | Sortilegio                 | Ulises Villaseñor            | Antagonista           |
| 2010      | Valientes                  | Leonardo Soto                | Protagonista          |
| 2010      | Eva Luna                   | Leonardo Arismendi Castro    | Antagonista           |
| 2011-2012 | La que no podía amar       | Bruno Rey                    | Antagonista           |
| 2012-2013 | ¿Quién eres tú?            | Felipe Esquivel              | Protagonista          |
| 2013      | Los secretos de Lucía      | Robert Neville               | Antagonista           |
| 2014-2015 | Hasta el fin del mundo     | Patricio Iturbide            | Antagonista           |
| 2016      | Sueño de amor              | Ernesto De la Colina Trejo   | Antagonista           |
| 2018-2019 | Por amar sin ley           | Carlos Ibarra                | Antagonista           |
| 2020      | Médicos, línea de vida     | Carlos Ibarra                | Participação especial |
| 2021      | ¿Qué le pasa a mi familia? | Carlos Iturbide Urquidi      | Co-protagonista       |
| 2022      | La herencia                | Próspero Millán Rico         | Co-protagonista       |
| 2023-2024 | El maleficio               | Gerardo Aster                | Antagonista           |

### Como hóspede
| Ano       | Título                 | Papel | Notas |
| --------- | ---------------------- | ----- | ----- |
| 2007-2011 | Nuestra belleza latina | Juiz  |       |

### Teatro
- Por el medio si no hay remedio (1999)
- Nueve semanas y media (2000)[28]
- Sexo, pudor y lágrimas (2000)[29]
- En pelotas (2001) .... Papito[30]
- Los gallos salvajes (2002) .... Luciano Miranda, hijo[31]
- Luminaria (2003) .... Franz[32]
- Tarzan - Salvemos la selva (2003) .... Tarzan[33]
- La princesa en el lago de los cisnes (2004)
- El crimen del Padre Amaro (2005) .... Padre Amaro Viera[34]
- Descarados (2007)[35]
- Los hombres aman a las cabronas (2008) .... Jorge[36]
- Sortilegio, el show .... Ulises Villaseñor[37]
- Aquel tiempo de Campeones (2013) .... Phil Romano[38]
- Divorciémonos mi amor (2015) .... Benigna "Benny"[39]

## Prêmios e indicações
| Ano  | Prêmio                    | Categoria        | Trabalho             | Resultado |
| ---- | ------------------------- | ---------------- | -------------------- | --------- |
| 2010 | Premios People en Español | Revelação do ano | Sortilegio           | Venceu    |
| 2011 | Premios People en Español | Melhor vilão     | Eva Luna             | Venceu    |
| 2012 | Premios People en Español | Melhor vilão     | La que no podía amar | Indicado  |